# كاثرين ستيوارت
كاثرين ستيوارت (بالإنجليزية: Katharine Stewart)‏ (29 أغسطس 1914 - 27 مارس 2013)؛ كاتِبة وروائية بريطانية.